# Луций Вергиний Руф
Вижте пояснителната страница за други личности с името Луций Вергиний.
Луций Вергиний Руф (на латински: Lucius Verginius Rufus; * 14 г. при Комум; † 97 г.) е политик и генерал на Римската империя и три пъти консул (63, 69 и 97 г.).
Той е син на италикийски конник и е първият от фамилията му, който е приет в Сената.
През 63 г. по времето на император Нерон от януари до юни той е консул заедно с Гай Мемий Регул.
65 г. Нерон го прави легат (управител) на провинция Горна Германия, където са стационирани три легиона. През 68 г. разбива бунта на Гай Юлий Виндекс в битка край Везонцио (дн. Безансон).
През 69 г. e суфектконсул и откланя императорската власт, която му предлагат войниците.
Той се оттегля за почти тридесет години в Алсиум, където пише стихотворения и поддържа литературен салон. Той приема при себе си Плиний Млади след ранната смърт на баща му.
През 97 г. император Нерва успява да го върне обратно към политиката и става с него консул. Когато иска да държи въвеждащата си реч като консул, той пада и си счупва таза. Руф умира след няколко месеца и получава държавно погребение. Надгробната реч държи историкът Тацит. Къщата му в Алсиум получава Плиний Млади.